# Římskokatolická farnost Řitonice
Římskokatolická farnost Řitonice (lat. Rzittonicium, něm. Ritonitz) je církevní správní jednotka sdružující římské katolíky na území obce Řitonice a v jejím okolí. Organizačně spadá do mladoboleslavského vikariátu, který je jedním z 10 vikariátů litoměřické diecéze. Spravována excurrendo je však ve třetím tisíciletí z turnovského vikariátu.

## Historie farnosti
Farnost existovala již před rokem 1362. Matriky jsou vedeny od roku 1787. Od roku 1796 byla v místě zřízena lokálie. Poté byla farnost kanonicky opět samostatnou od roku 1856.

### Duchovní správcové vedoucí farnost
Začátek působnosti jmenovaného v duchovní správě farnosti od:
- Martinus, † 1393
- 1393   Wenceslaus, † 1406
- 1406   Ctiborius
- 1407   Petrus
- 1411   Adamus z Mcel
- 1414   Wenceslaus z Údrnic
- 1417   Bartholomaeus z Březiny
- 1418   Nicolaus
- 1425   Andreas
- 1430   Thoma
- 1796   cap. loc. Jos. Hasenehrl, † 31. 1. 1800, Pragae apud F. F. Misericordiae
- 1801   cap. loc. Ioann. Luger
- 1802   cap. loc. Ioann. Seyffert, n. 12. 5. 1769 Prag, o. 31. 5. 1790, † 14. 3. 1843
- 1807   cap. loc. vacat
- 1808   cap. loc. Jos. Hofman, n. 5. 3. 1777 Neobolesl., o. 11. 9. 1801, † 23. 4. 1845
- 1809   cap. loc. Anton. Skala, n. 8. 5. 1778 Neobolesl., o. 12. 9. 1802, † 24. 12. 1834
- 1809   cap. loc. Christ. Wodka, n. 9. 12. 1779 Judendorfens. o. 5. 4. 1807
- 1821   cap. loc. Joann. Durdik, n. 21. 12. 1786 Neobolesl., o. 15. 8. 1809, †  8. 10. 1848
- 1825   cap. loc. Jos. Matěgka, n. 29. 8. 1793 Náchod, 24. 8. 1819, † 25. 12. 1853
- 1844   cap. loc. Franc. Ruscha, n. 8. 12. 1795 Turnau, o. 24. 8. 1822
- 1846   cap. loc. Jos. Czerny, n. 2. 4. 1805 Chorušice, o. 4. 8. 1830, † 28. 7. 1882
- 1853   cap. loc. Jos. Prochaska, n. 8. 4. 1823 Vyskeř, o. 26. 7. 1847, † 8. 4. 1901
- 1856   proto-par. (1. farář) Jos. Prochaska, n. 8. 4. 1823 Vyskeř, o. 26. 7. 1847, † 8. 4. 1901
- 1894   Anton. Buchta, n. 20. 7. 1857 Hamštejn, o. 11. 5. 1884, † 7. 8. 1915
- 1915   Math. Toman, n. 5. 2. 1874 Posobice, o. 9. 7. 1899, † 30. 11. 1942
- 1922   par. vacat, admin. interc. Car. Vítek
- 1924   Aloys Dumek, n. 11. 1. 1884 Luštěnice, o. 12. 7. 1908, † 21. 2. 1953
- 1. 1.  1947 Jan Fornůsek
- 1. 2.  1951 František Appl, admin. exc. z Dolního Bousova
- 1. 6.  1955 Josef Buchta, admin. exc. z Dolního Bousova, od roku 1986 z Března
- 1. 5.  1999 Zdeněk Maryška, admin. exc. ze Sobotky
- 1. 10. 2017 Pavel Michalec, admin. exc. ze Sobotky
- 1. 5. 2021 Tomas Dziedzic, admin. exc. z Rovenska pod Troskami
- 1. 8. 2021 Václav Novák, admin. exc. ze Sobotky[3]

Kromě kněží stojících v čele farnosti, působili ve farnosti v průběhu její historie i jiní kněží. Většinou pracovali jako farní vikáři, kaplani, katecheté, výpomocní duchovní aj.

## Území farnosti
Do farnosti náleží území obce:
- Čížovky
- Domousnice
- Petkovy
- Rabakov
- Řitonice
- Skyšice
- Veselice

## Římskokatolické sakrální stavby a místa kultu na území farnosti
| | Fotografie | Stavba             | Místo    | Bohoslužby                      | Zeměpisné souřadnice            | Status       | Číslo kulturní památky                       |
| Kostel | Kostel     | Kostel             | Kostel   | Kostel                          | Kostel                          | Kostel       | Kostel                                       |
| --- | ---------- | ------------------ | -------- | ------------------------------- | ------------------------------- | ------------ | -------------------------------------------- |
| 1. |            | Kostel sv. Štěpána | Řitonice | bližší informace o bohoslužbách | 50°24′30″ s. š., 15°6′31″ v. d. | farní kostel | 26819/2-1723 (Pk•MIS•Sez•Obr•WD) (Q24576352) |
| Některé drobné sakrální stavby a pamětihodnosti lze dohledat zde v databázi Drobné sakrální památky Zaniklé sakrální stavby lze dohledat zde v databázi Poškozené a zničené kostely, kaple a synagogy v České republice |            |                    |          |                                 |                                 |              |                                              |

## Příslušnost k farnímu obvodu
Z důvodu efektivity duchovní správy byl vytvořen farní obvod (kolatura) farnosti Sobotka, jehož součástí je i farnost Řitonice, která je tak spravována excurrendo.